# ハンドフル・オブ・レイン
『ハンドフル・オブ・レイン』（Handful of Rain）は、アメリカ合衆国のヘヴィメタル・バンド、サヴァタージが1994年に発表したスタジオ・アルバム。フル・レングスのスタジオ・アルバムとしては8作目に当たる。『パワー・オブ・ザ・ナイト』（1985年）から前作『エッジ・オブ・ソーンズ』（1993年）までの作品と同様、母国アメリカではアトランティック・レコードからリリースされたが、日本発売元は本作よりゼロ・コーポレーションに変更した。

## 背景
結成当時からのギタリストであったクリス・オリヴァが1993年に死去したため、本作では当時テスタメントを脱退していたアレックス・スコルニック（後にテスタメントへ復帰）がリードギターを担当した。アルバムのクレジットにはジョニー・リー・ミドルトン（ベース）とスティーヴ・ワコルズ（ドラムス）の名前が記載され、彼らはグループ・ショットにも写っているが、実際にはジョン・オリヴァがキーボード、リズムギター、ベース、ドラムスを演奏しており、ミドルトンとワコルズはレコーディングに参加していない。
「チャンス」は、第二次世界大戦中に多くのユダヤ人難民を救った日本の外交官、杉原千畝を題材にした曲で、ボーカルのオーバー・ダビングにより5パートのカウンター・メロディが重ねられた。
2001年には、『デッド・ウィンター・デッド』（1995年）と抱き合わせた2枚組CDという形で再発された。

## ツアー
本作に伴うツアーは、ジョン・オリヴァが復帰し、新ドラマーのジェフ・プレイト（以前はザッカリー・スティーヴンスと共にWicked Witchで活動していた）が加入して、オリヴァ、プレイト、ザッカリー・スティーヴンス、アレックス・スコルニック、ジョニー・リー・ミドルトンの5人編成で行われた。1994年11月12日にクラブチッタ川崎で行われたライヴは録音され、1995年にライヴ・アルバム『ジャパン・ライヴ'94』としてリリースされた。

## 反響
バンドの母国アメリカでは、総合チャートのBillboard 200にはランク・インしていないが、『ビルボード』のトップ・ヒートシーカーズでは31位に達した。ドイツのアルバム・チャートでは、5週チャート・インして最高85位に達した。

## 収録曲
全曲ともジョン・オリヴァとポール・オニールの共作。6.はインストゥルメンタル。
1. "Taunting Cobras" - 3:22
2. "Handful of Rain" - 5:24
3. "Chance" - 7:49
4. "Stare Into the Sun" - 4:42
5. "Castles Burning" - 4:38
6. "Visions" - 1:25
7. "Watching You Fall" - 5:20
8. "Nothing's Going On" - 4:08
9. "Symmetry" - 5:04
10. "Alone You Breathe" - 7:30

## 参加ミュージシャン
- ザッカリー・スティーヴンス - ボーカル
- アレックス・スコルニック - リードギター
- ジョン・オリヴァ - キーボード、リズムギター、ベース、ドラムス